# Armour of God
Armour of God (Long xiong hu di) è un film del 1986 diretto da Jackie Chan, mai uscito in Italia.

## Trama
Asian Hawk, un avventuriero mercenario cacciatore di tesori (con un passato come cantante della band dei "The Losers"), con la missione di recuperare la mitologica Armatura di Dio, viene affiancato dal suo compagno d'avventure Alan e dalla bellissima May, figlia del conte Banon. La setta che possiede l'armatura e la spada di Dio, ha rapito Lorelai, attuale fidanzata di Alan, nonché ex di Asian. In un castello nel cuore di una foresta slava si svolge il duello finale tra Asian e i monaci perversi della setta.

## Curiosità
- Tra i migliori film di Chan, all'apice della sua carriera cinematografica, è ricordato per il suo grave infortunio alla nuca, che gli costò quasi la vita. Stava girando con la sua troupe in Jugoslavia una scena altamente pericolosa dove, in fuga da una tribù di indigeni, salta da un muro ad un albero. Il primo take andò benissimo, ma Jackie, insoddisfatto, volle ripetere lo slancio, ma al secondo tentativo, cadde da un'altezza di 12 metri sbattendo duramente su delle rocce limitrofe all'albero, portando l'emorragia alla nuca e cranio fratturato e portato d'urgenza all'ospedale, subì un intervento di 8 ore, portando una protesi in plastica e ha perso parzialmente l'udito all'orecchio del lato della ferita.
- Il film superò tutti i box office precedenti di incasso, con una cifra record di HK§ 35.469.908.